# Rio Ingaí
Rio Ingaí är ett vattendrag i Brasilien.   Det ligger i delstaten Minas Gerais, i den sydöstra delen av landet, 700 km sydost om huvudstaden Brasília.
Omgivningarna runt Rio Ingaí är huvudsakligen savann. Runt Rio Ingaí är det ganska glesbefolkat, med 25 invånare per kvadratkilometer.